# Basse-Lusace
La Basse-Lusace (en allemand : Niederlausitz, en bas-sorabe : Dolna Łužyca, en haut-sorabe : Delnja Łužica, en tchèque : Dolní Lužice, en polonais : Łużyce Dolne) est une région historique qui s'étend du Sud-Est de l'État de Brandebourg en Allemagne au Sud-Ouest de la voïvodie de Lubusz en Pologne. 
Elle couvre la moitié nord de la Lusace qu'elle partage avec la Haute-Lusace au Sud. Une partie de la population parle toujours le sorabe, une langue slave occidentale.

## Géographie

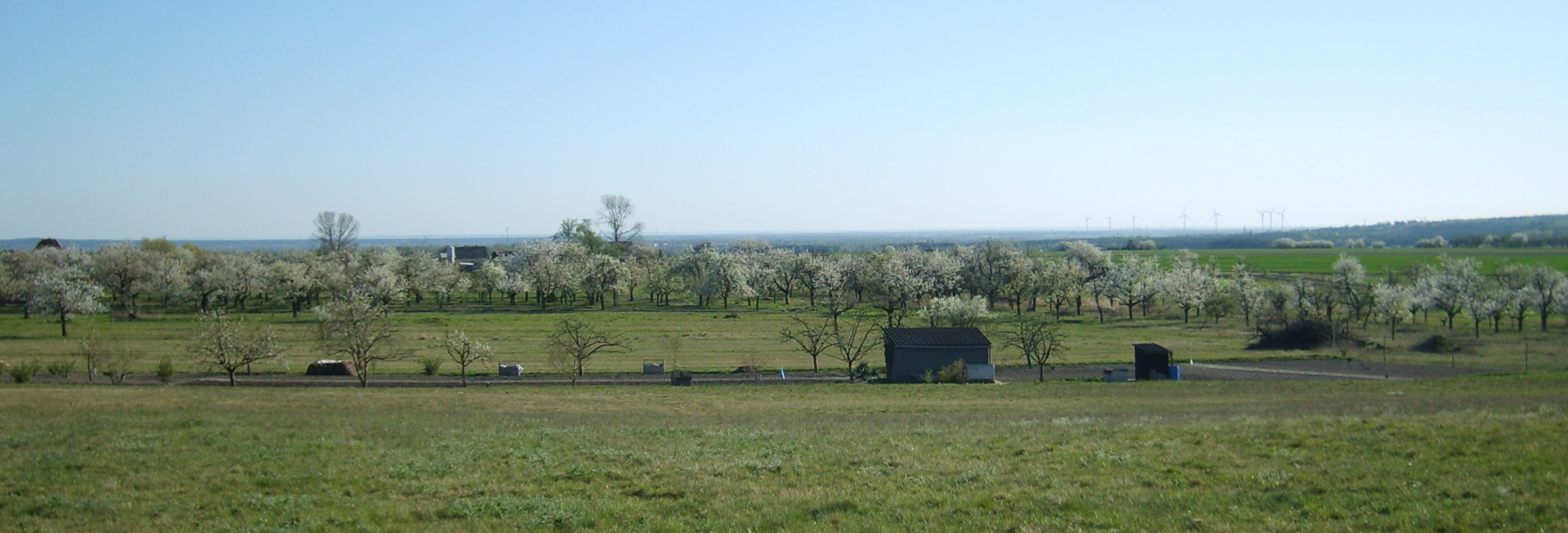
Verger près de Plessa.

La région fait partie de la plaine germano-polonaise. Elle s'étend entre la rivière Sprée au Nord, le Bóbr à l'Est, l'Elster Noire au Sud (Elbe-Elster Land), et la Dahme à l'Ouest. La limite avec la Haute-Lusace au Sud est constituée par une crête de terre reliant le Fläming à l'Ouest et l'arc morainique de Muskau à l'Est, un paysage qui présente des moraines de la période glaciaire avec un sol sableux et des collines peu hautes. 
Le réseau hydrographique s'articule autour de la Sprée, de la Neisse et de l'Elster Noire. La forêt de la Sprée est une vaste zone forestière humide autour de la rivière Spree et ses bras secondaires.
La Basse-Lusace a pour capitale historique Lübben (Lubin), alors que Cottbus (Chóśebuz) est la plus grande ville de la région. Les autres villes importantes sont Calau (Kalawa), Finsterwalde (Grabin), Forst (Baršć), Guben/Gubin, Lauchhammer (Łuchow), Luckau (Łukow), Lübbenau (Lubnjo), Spremberg (Grodk), Senftenberg (Zły Komorow), Vetschau (Wětošow) et Żary (Žarow ; en allemand : Sorau). 
La région est une zone de peuplement des populations Sorabes, qui parlent une langue slave, le bas-sorabe, proche du haut-sorabe et du polonais.
Depuis les années 1930, de grandes parties de la région sont marquées par la zone d'extraction de lignite à ciel ouvert du bassin minier de Lusace. Au cours des dernières années, de larges zones sont en cours de réhabilitation,

## Histoire

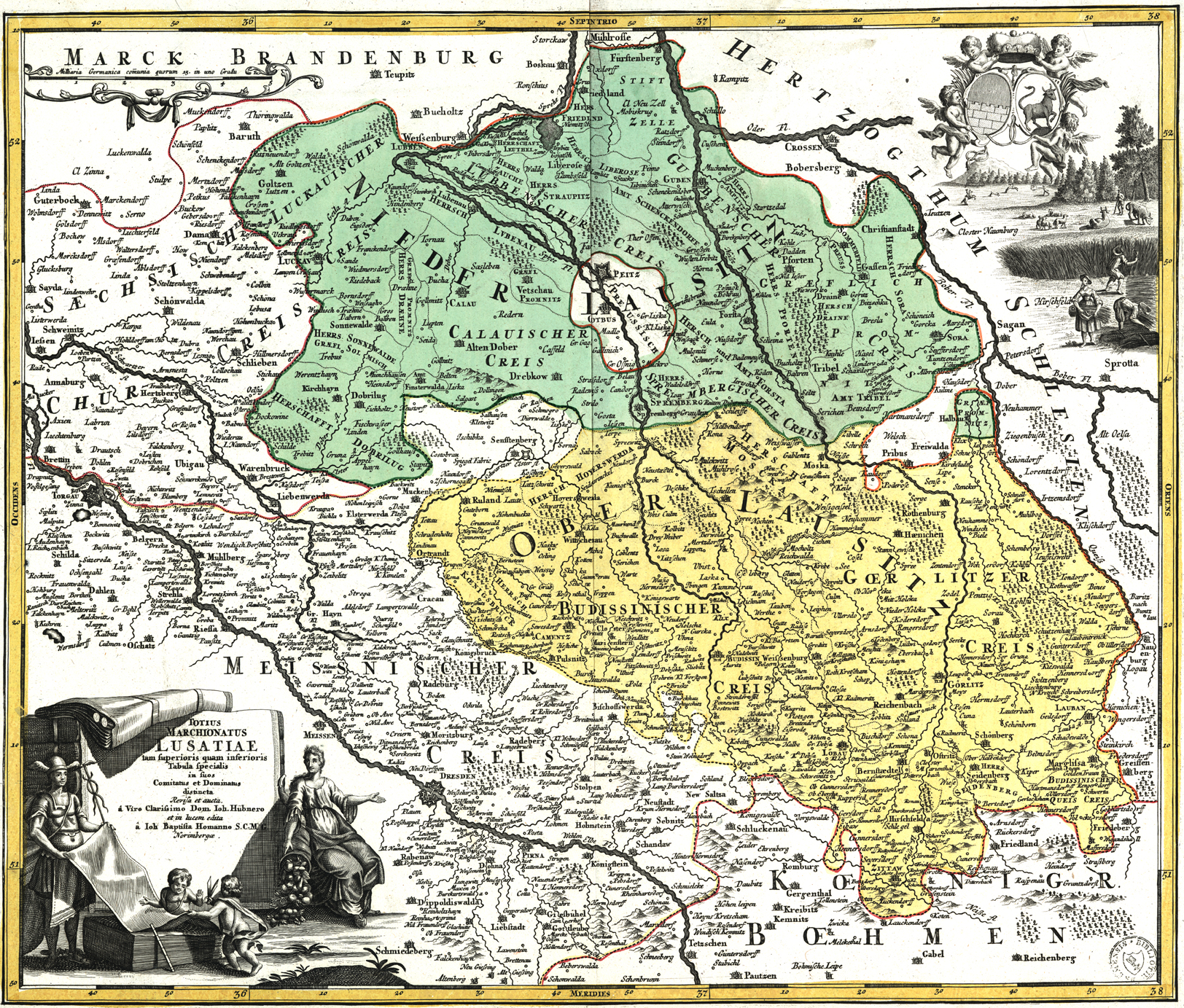
Carte du XVIIIe siècle présentant la Basse-Lusace (en vert) et la Haute-Lusace (en jaune).

La Basse-Lusace se constitua avec la marche de Lusace issue de la marche de l'Est saxonne. Tenu à l'écart de La marca Geronis (« la marche de Gero »), qui était une marche géante du milieu du Xe siècle. 
En 1018, le souverain Boleslas Ier de Pologne, conquit le territoire de Basse-Lusace avec le traité de Bautzen. En 1031, le souverain des Germains, Conrad II le Salique reconquit la région. En 1136, Conrad Ier le Pieux, margrave de la marche de Misnie, reçoit la Basse-Lusace.
En 1320, Charles IV du Saint-Empire intègre la Basse-Lusace dans le royaume de Bavière.
En 1815, le congrès de Vienne détache la Basse-Lusace du royaume de Saxe qui avait pris parti pour Napoléon Ier. La Basse-Lusace fut cédée au royaume de Prusse et devint un territoire de la province de Brandebourg.